# 濵田俊也
濵田 俊也（はまだ しゅんや、1971年 - ）は、日本のマーケティング研究者、文京学院大学および大学院教授、博士（経済学）、商品開発・管理学会理事、Yahoo!ニュース認定エキスパート、元テレビプロデューサー、フェス・イベントプロデューサー。

## 経歴

### フジテレビ時代
1995年早稲田大学法学部を卒業し、フジテレビジョン入社。2012年から2014年まで「TOKYO IDOL FESTIVAL」(TIF) の運営プロデューサーとして活動、2015年からフジテレビのアイドル事業である「TOKYO IDOL PROJECT」(TIP) をスタートさせ、総合プロデューサーに就任し、「TOKYO IDOL FESTIVAL2015」「TOKYO IDOL FESTIVAL2016」など事業を進めた。「TOKYO IDOL FESTIVAL2016」では7.6万人を動員し「音楽フェス動員数ランキングTOP10」にランクインさせた（『日経エンタテインメント！2016年12月号』）。
フジテレビやフジ・メディア・ホールディングスに勤務するかたわら、2008年に早稲田大学大学院商学研究科修士課程商学専攻を修了。2014年には早稲田大学消費者行動研究所招聘研究員。
2020年からYahoo!ニュースエキスパートに認定。Yahoo!ニュース個人にエンタテインメント・ビジネスのマーケティングについて寄稿しはじめる他、様々なメディアにおいてファン文化やデジタルマーケティングについてコメントする。
2021年9月より文京学院大学の非常勤講師に着任。
2022年に京都大学大学院経済学研究科博士後期課程経済学専攻も修了し、博士論文「ゲーミフィケーションが消費者心理に及ぼす影響のメカニズム」で博士（経済学）の学位を得る。同年4月には同客員教授に昇格し、経営学研究科にてマーケティング研究を担当した。

### 大学教授時代
2024年3月にフジテレビを退社。同年4月に文京学院大学経営学部教授に着任し、経営学部と大学院経営学研究科においてマーケティング、消費者行動、広告戦略、PR戦略、商品開発、マーケティング戦略などを担当、マーケティングへのゲーミフィケーション活用について研究やコメントを行っている。
2025年4月より日本大学通信教育部の非常勤講師、さらに7月より事業構想大学院大学客員教授を兼任。同8月末に初の学術単行本を出版。

## 過去の担当番組
- 「TOKYO IDOL PROJECT」 「TOKYO IDOL TV」（フジテレビ、関東ほか一部地域、2015年11月5日 - 2016年3月17日）

## 書籍
- ゲーミフィケーション -消費者心理の変容と効果のメカニズム-（2025年8月30日、晃洋書房）